# 普拉隐蜂鸟
（学名：[Phaethornis pretrei] 错误：{{Lang}}：文本有斜体标记（帮助）），是雨燕目蜂鸟科的一种鸟类。
普拉隐蜂鸟体重约5.6克，翼长约59.3毫米，嘴峰长约35.6毫米，喙宽度约2.6毫米，喙厚度约2.7毫米，跗蹠长约5.4毫米，尾长约73.2毫米。普拉隐蜂鸟在其分布区内为留鸟，其栖息在半开放的中等高度的林地中，食性为草食性，主要食物来源是植物的花蜜。
普拉隐蜂鸟分布于巴西东部至玻利维亚东部、巴拉圭东部和阿根廷北部。该物种是单型物种，没有亚种分化。